# Promacrochilo ambiguellus
Promacrochilo ambiguellus är en fjärilsart som beskrevs av Pieter Cornelius Tobias Snellen 1890. Promacrochilo ambiguellus ingår i släktet Promacrochilo och familjen Crambidae. Inga underarter finns listade i Catalogue of Life.